# أرز منتفخ

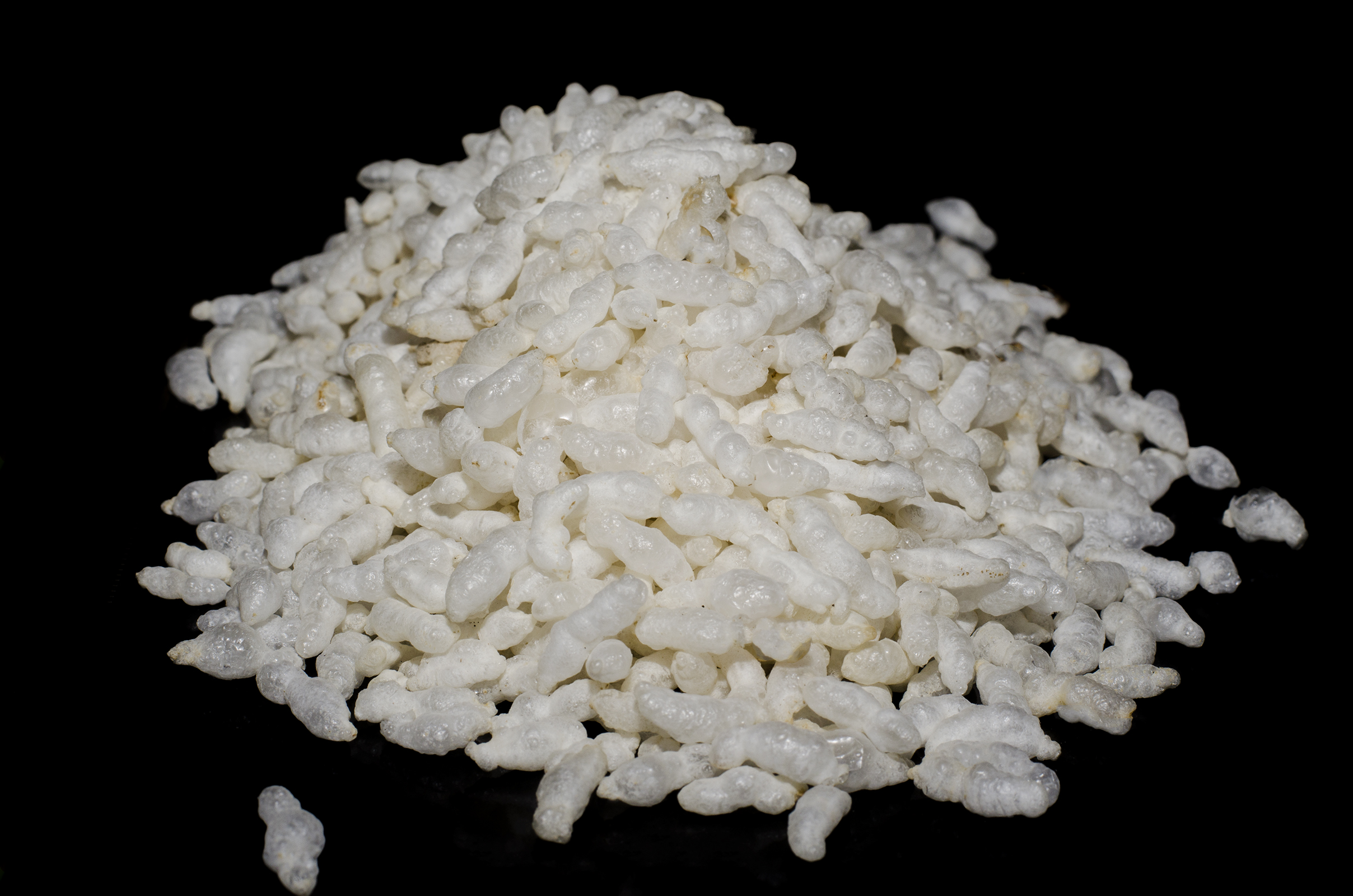
أرز منتفخ من بنغالور، الهند

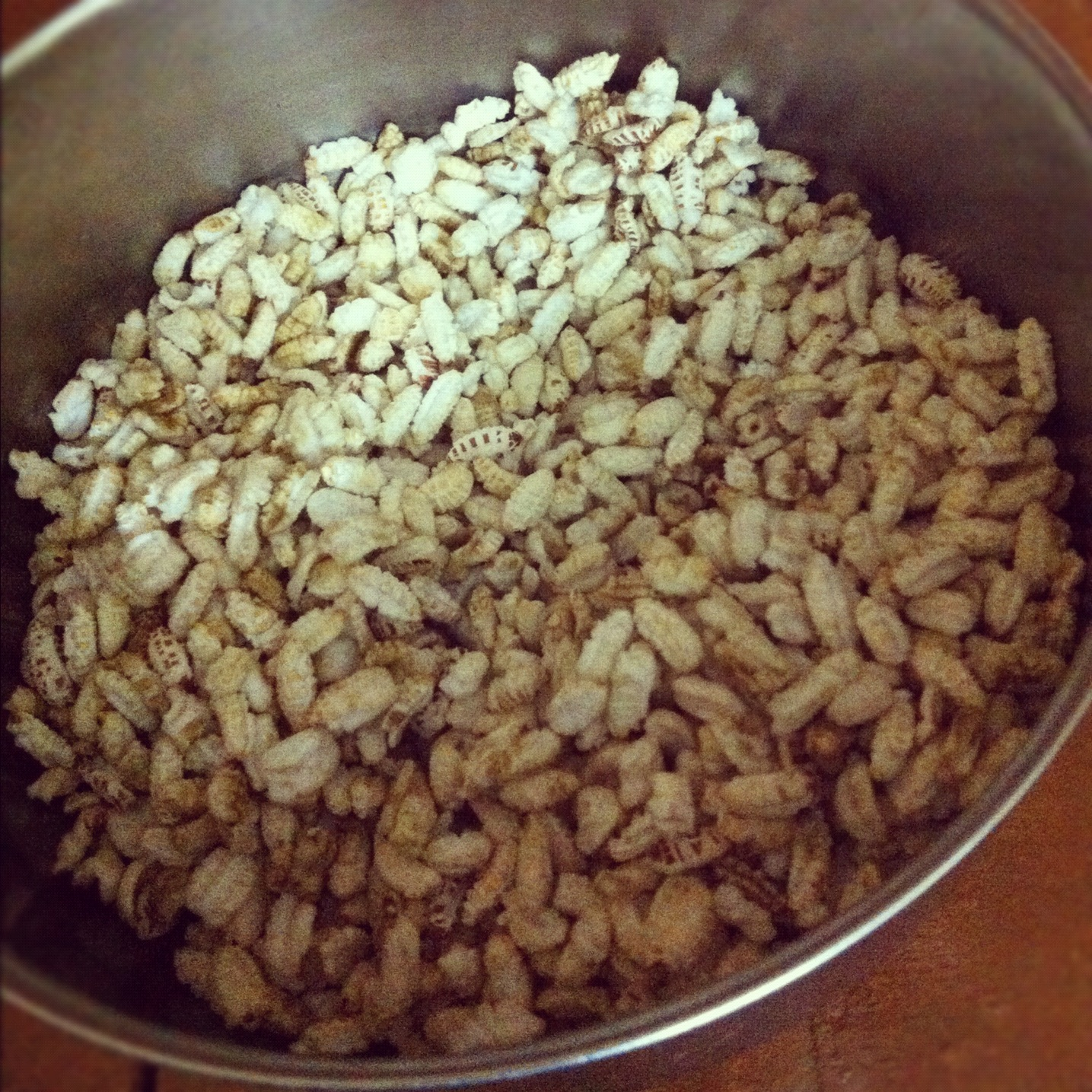
أرز مفرقع من أوديشا، الهند

الأرز المنتفخ أو الأرز المنفوخ أو الأرز المقرمش (أو الأرز المفرقع)، هو نوعان من الحبوب المنفوخة المصنوعة من الأرز التي يتم تناولها بشكل شائع في المأكولات التقليدية لجنوب شرق آسيا وشرق آسيا وجنوب آسيا. كما يتم إنتاجها تجاريًا في الغرب منذ عام 1904 وهو مشهور في حبوب الإفطار والأطعمة الخفيفة الأخرى.
تشمل الطرق التقليدية لنفث الأرز أو فقعه القلي بالزيت أو الملح. عادة ما يصنع الأرز المنفوش التجاري الغربي عن طريق تسخين حبات الأرز تحت ضغط عالٍ في وجود البخار، على الرغم من اختلاف طريقة التصنيع على نطاق واسع. يتم تناولها إما كحبوب سائبة أو يتم تحويلها إلى كعك أرز منتفخ.

## وصف
بينما يتم استخدام المصطلحين «أرز منتفخ» و «أرز مفرقع» بالتبادل، إلا أنهما عمليتان مختلفتان بشكل صحيح. يشير الأرز المنتفخ إلى حبيبات الأرز الجيلاتينية مسبقًا (إما عن طريق سلقها جزئيًا أو غليها أو نقعها) والتي يتم نفخها من خلال التمدد السريع للبخار عند الطهي. يحتفظ الأرز المنفوش بشكل حبة الأرز، لكنه أكبر من ذلك بكثير. من ناحية أخرى، يشير الأرز المفروم إلى حبوب الأرز حيث تكون القشرة أو النخالة سليمة. عندما تنضج، تنفجر النواة من خلال الغطاء الخارجي الصلب بسبب التسخين. الأرز المفروم له شكل غير منتظم مشابه للفشار. هناك طرق مختلفة، حديثة وتقليدية، لصنع الأرز المنفوش والمفرقع.

## أرز تقليدي منتفخ حسب المنطقة

### شرق اسيا
أحيانًا ما يتم العثور على الأرز المنفوش أو الحبوب الأخرى كطعام في الشوارع في الصين وكوريا (تسمى بونغ تويغي "ppeong twigi" 뻥튀기) واليابان (تسمى بون غاشي "pon gashi"ポ ン 菓子)، حيث ينفذ الباعة المتجولون عملية النفخ باستخدام عربة دفع/نفخ (Pushcart/puffer) مدمجة تتميز بحجرة ضغط فولاذية دوارة مسخنة فوق لهب مكشوف. الصوت الهائل الناتج عن إطلاق الضغط بمثابة إعلان.

#### الصين

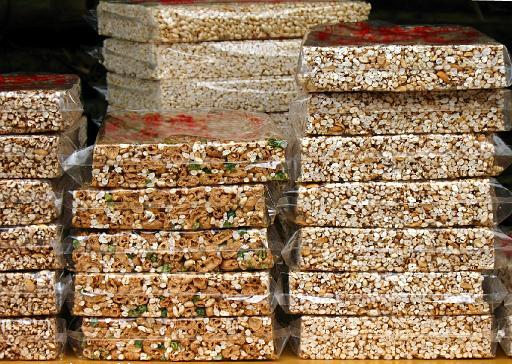
كعك الأرز المنتفخ في الصين

أول ذكر للأرز المنفوش في الصين كان في مقاطعة تشجيانغ، من كتاب من تأليف فان تشنغدا كتب في عهد أسرة سونغ (حوالي 1100). كان جزءًا من طقوس عيد الربيع وصُنع في أواني طهي كبيرة تُعرف باسم فو fǔ (釜) والتي تم تسخينها بنيران الحطب. الأرز المنتفخ، المعروف باسم باو تشاو مي هووا لو bào chǎo mǐ huā lou (爆炒 米 花)، لا يزال أحد أغذية الشوارع التقليدية في شنغهاي حيث يُصنع عن طريق قلي الأرز بالزيت والسكر.

#### اليابان

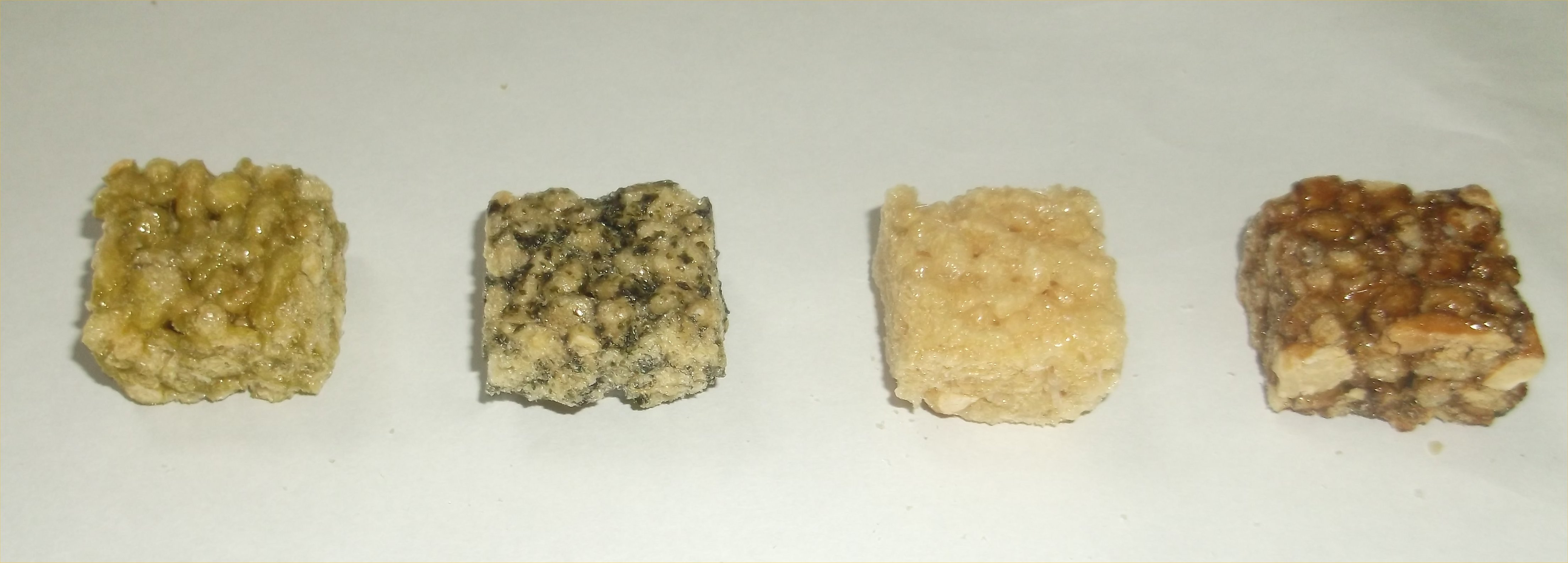
أنواع مختلفة من كاميناري أوكوشي من اليابان

تُعرف كعكات الأرز المنفوخة التقليدية في المطبخ الياباني باسم كاميناري أوكوشي أو ببساطة أوكوشي (お こ し) من كاميناري («الرعد») وأوكوسو («لإنشاء اسم عائلة»). وهي مصنوعة من حبوب الأرز المجففة بالشمس، المقلية حتى تنفجر. ثم يتم خلطها مع شراب (ومكونات أخرى مثل الفول السوداني أو بذور السمسم)، وضغطها في صواني، وتجفيفها. يتم تقطيعها إلى كتل مربعة أو مستطيلة قبل بيعها. تتميز صناديق أوكوشي التقليدية بصور رايجين. كانت أول شهادة لها في منتصف فترة إيدو، حيث تم بيعها كوجبة خفيفة خارج سينسو-جي في أساكوسا، طوكيو. يمكن أن تستخدم أوكوشي الحديثة مجموعة متنوعة من المكونات والنكهات الأخرى وعادة ما تكون مصنوعة في المصنع.
نوع آخر من وجبات الأرز اليابانية الخفيفة هو نينجين (に ん じ ん)، وهو عبارة عن حبوب أرز منتفخة فضفاضة. اسمها يعني حرفيًا «الجزرة» لأنه يباع في مخروط على شكل جزرة.
يستخدم الأرز المنفوخ أيضًا في جيناميتشا genmaicha (玄米 茶، «شاي الأرز البني»)، وهو مشروب شاي ياباني تقليدي يتكون من الشاي الأخضر الممزوج بالأرز البني المحمص المنفوخ.

#### كوريا

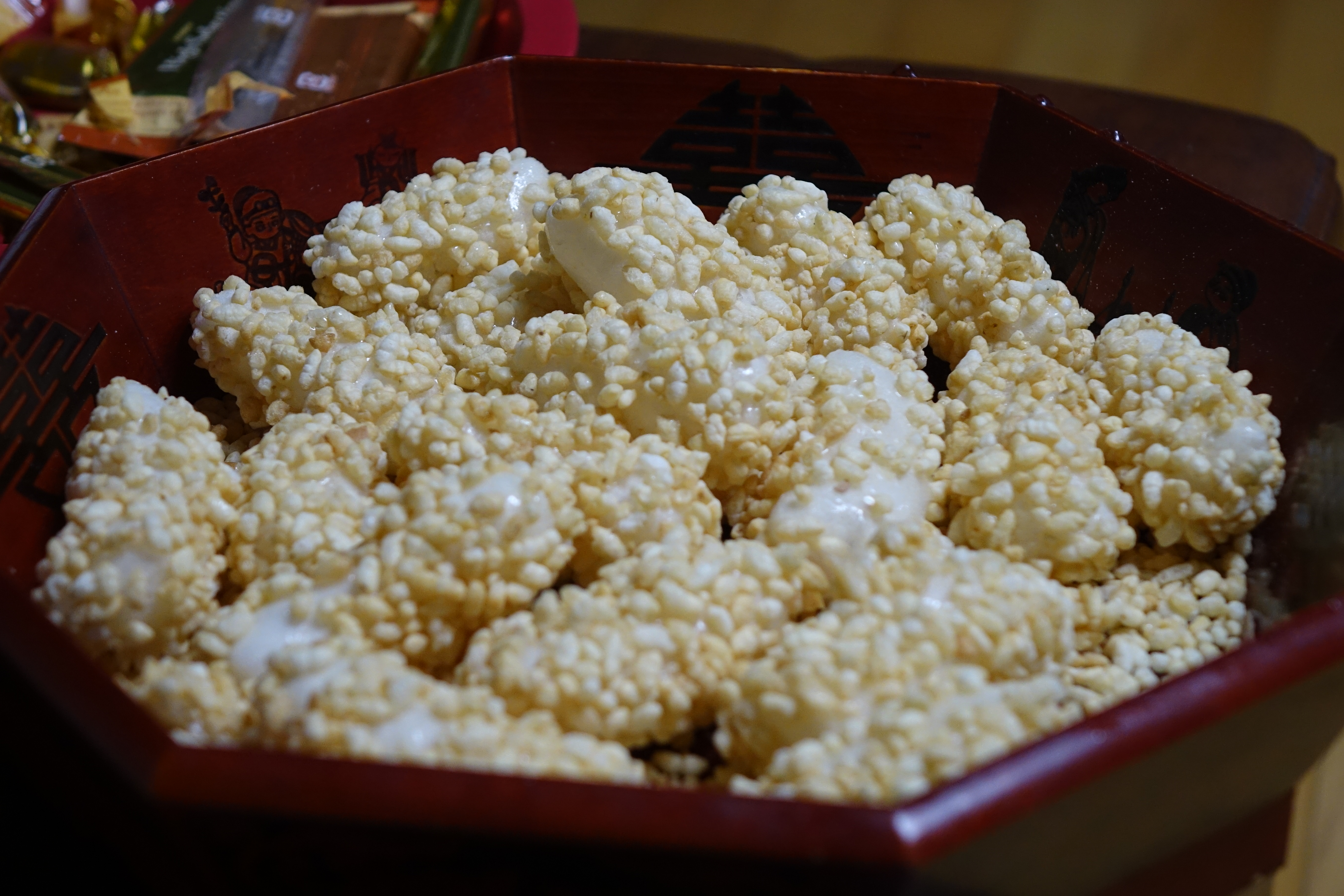
جانجيونج من كوريا الجنوبية مغطى بأرز منتفخ

في كوريا، يُعرف الأرز المنفوش باسم تويباب twibap (튀밥) ويستخدم لصنع يوت-جانجيوج أو لتغليف جانجيونج.
كوريا لديها أيضا مشروب شاي مصنوع من الأرز المنفوخ يسمى هاياونمي-نوكتشا (현미 녹차، حرفيًا «شاي الأرز البني الأخضر») المصنوع من الشاي الأخضر والأرز البني المحمص المنفوخ.

### جنوب شرق آسيا

#### الفلبين

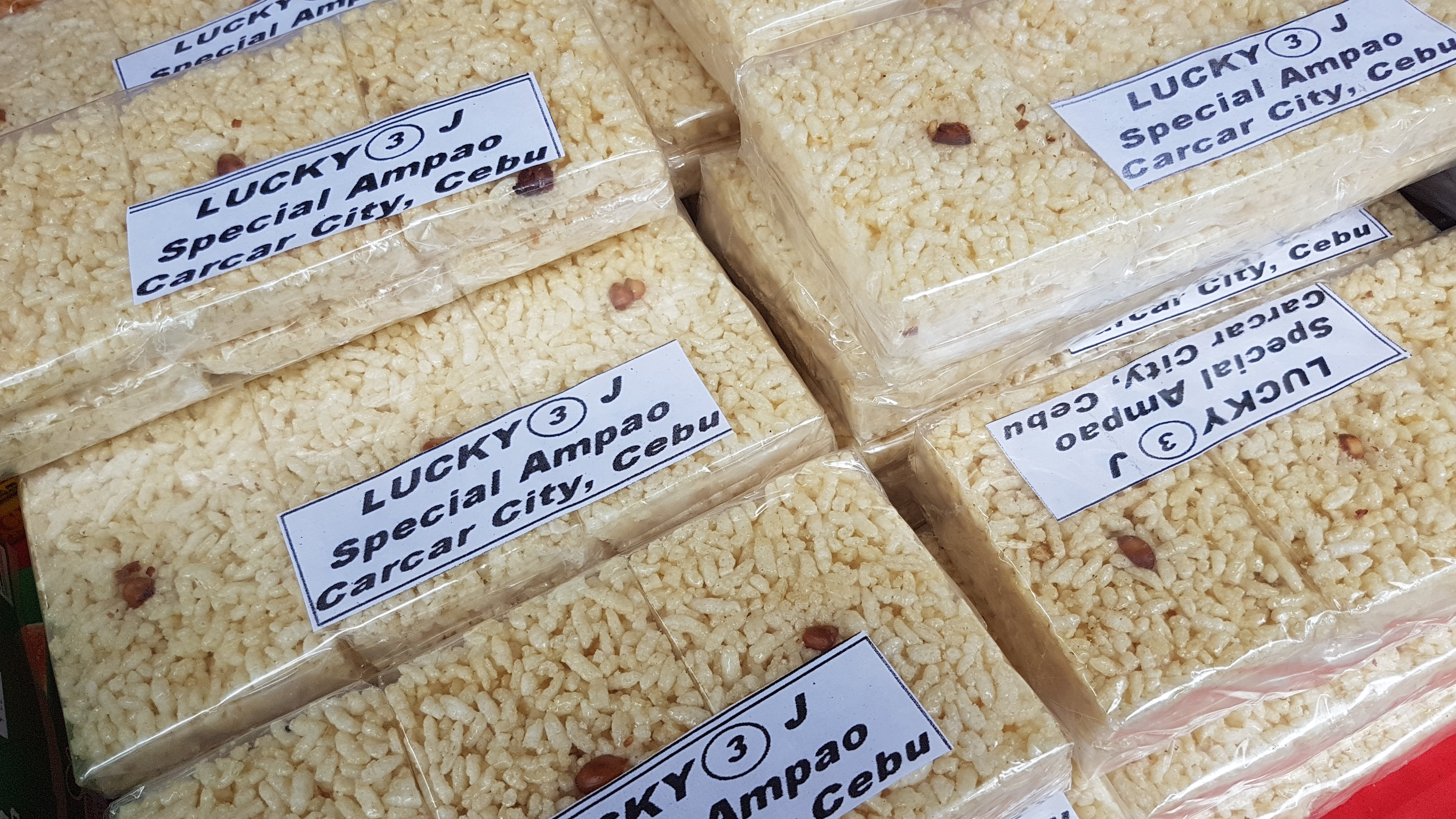
أمباو من الفلبين

في المطبخ الفلبيني، يُعرف الأرز المنفوخ التقليدي بالأمباو (وهو مصطلح أصبح ينطبق أيضًا على الفشار). وهو مصنوع من الأرز الأبيض المطبوخ (عادة بقايا الطعام). يجفف في الشمس لمدة أربع ساعات. ثم يتم قليها بالزيت الساخن لجعلها منتفخة. يُصفى الزيت جيدًا بعد القلي. يتم طهي زجاج السكر بشكل منفصل باستخدام سكر مسكوفادو أو دبس السكر (أو شراب الذرة) والملح والزبدة والخل أو عصير كالامانسي. يُسكب التزجيج على الأرز المنفوش ويخلط حتى يتم تغليف الحبوب بالتساوي. ثم يُترك ليبرد ويشكل بالشكل المطلوب قبل أن يتصلب تمامًا. يتم تقطيعها عادة إلى كتل مربعة أو مستطيلة أو تشكيلها في كرات.

#### تايلاند
في المطبخ التايلاندي، وجبة خفيفة تقليدية من الأرز هي كاراياسات krayasaat (กระยาสารท). يرتبط بمهرجان السات البوذي الذي يُحتفل به في الخريف. يمكن صنعه من الأرز العادي أو الأرز الدبق. يتم تحميصها مباشرة في مقلاة جافة مثل الفشار حتى تنفجر. يخلط مع سكر النخيل بالكراميل وحليب جوز الهند والفول السوداني وبذور السمسم وخاو ماو (Khao mao) (الأرز الأخضر المقشر).

### جنوب آسيا

#### الهند

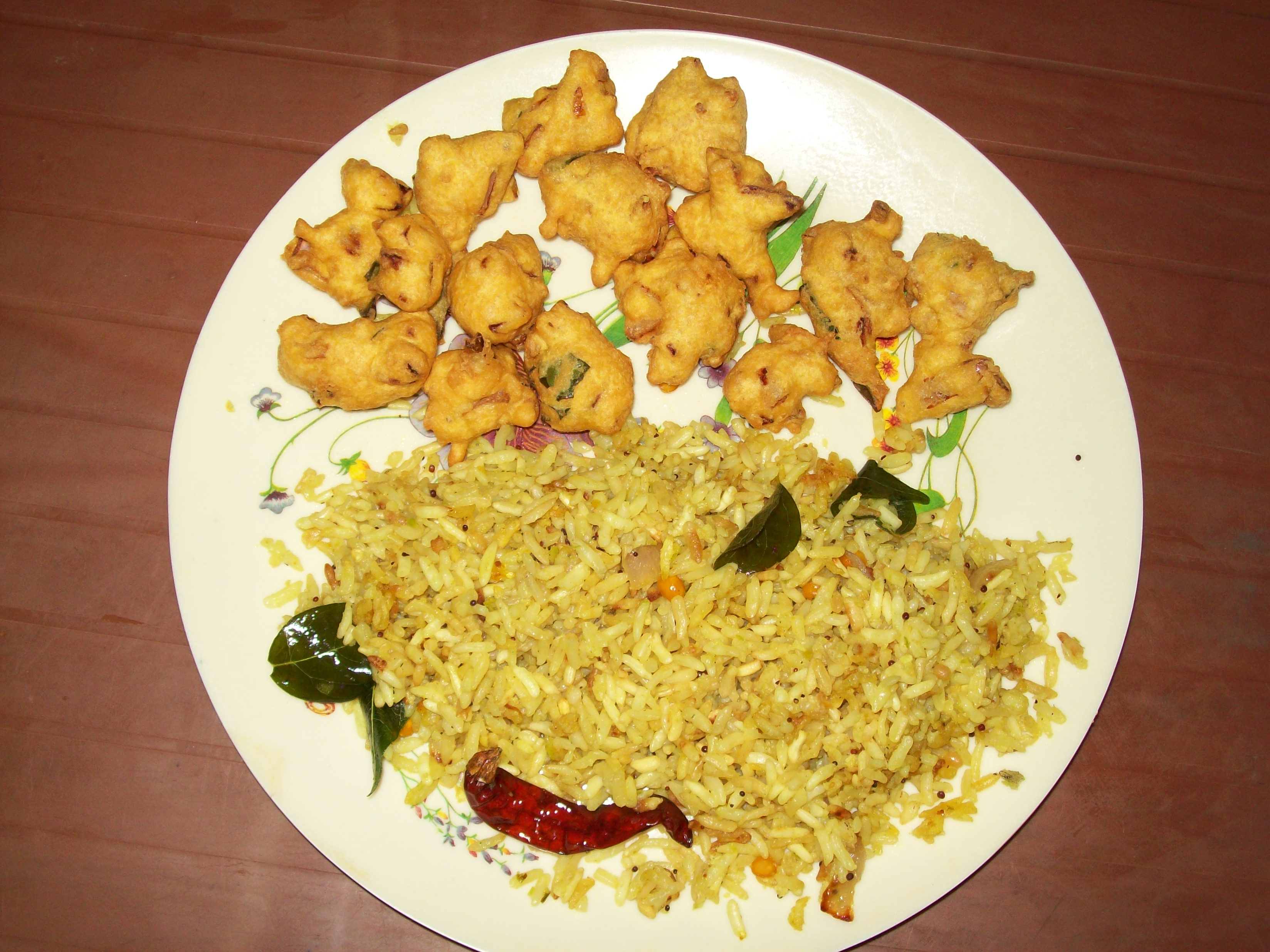
الأوغاني والباجي (أرز وفطائر منتفخ على البخار)، وجبة فطور نموذجية من ريالاسيما

في الهند، يُعرف الأرز المنتفخ باسم موري. أسماء إقليمية أخرى تشمل مودي، murmuri وبوري. إنه غذاء أساسي في أوديشا والبنغال الغربية.
لقد تم صنعه منذ العصور القديمة باستخدام تقنية تسمى القلي الساخن بالملح حيث يتم نفخ الأرز المسلوق (أي المطهو على البخار ثم التجفيف) بالملح المسخن مسبقًا. يسخن الملح في مقلاة حتى يسخن بدرجة كافية لفرم الأرز المضاف إليه خلال ثوان. يضاف الأرز المسلوق أو المجفف مسبقًا إلى المحتويات الساخنة في المقلاة ويقلب. يبدأ النفخ على الفور تقريبًا ويكتمل في أقل من دقيقة ويتم تجريف الأرز بواسطة غربال.
الأرز منتفخ هو مكون من بيل بوري (bhel puri)، وهو تشات (وجبة خفيفة) هندي شعبي. يتم تقديمه للآلهة الهندوسية في جميع البوجا في ولايتي كيرالا وتاميل نادو جنوب الهند.
في ولاية كارناتاكا، يُمزج الأرز المنفوش مع الجزر والطماطم والتوابل وأوراق الكزبرة لصنع تشوروموري، وجبة خفيفة شهيرة في المساء.
في إطار مبادرة اصنع في الهند، قررت الحكومة المركزية في الهند أن تكون موري من أوديشا جزءًا من الطعام الهندي التقليدي من بين 12 طبقًا تقليديًا من ولايات مختلفة سيتم إطلاقها عالميًا.
في منطقة ميثيلا والبنغال، يتم تناول الأرز المنفوخ مع شرائح البطاطس/البصل المقلية «كاشاري» أو السمك المقلي أو مع لحم الضأن بالكاري. «جهال موري» (Jhal-muri) و «مورهي بوجا» (Murhi-bhuja) هي أيضًا وجبات خفيفة شهيرة جدًا في هذه المنطقة. يشار إلى هذا في ولاية ماديا براديش باسم بارمال (Parmal) وغالبًا ما يتم تناوله مع سيف كوجبة خفيفة ويستخدم أيضًا في بهيل.

## إنتاج تجاري حديث
يتكون الأرز المنفوش من تفاعل كل من النشا والرطوبة عند تسخينه داخل قشرة الحبوب. على عكس الذرة، تفتقر حبات الأرز بشكل طبيعي إلى الرطوبة ويجب أولاً تكييفها بالبخار. يمكن صنع الأرز المنفوش عن طريق تسخين الحبوب المكيفة بالبخار إما بالزيت أو في الفرن. الأرز المنفوش بهذه الطريقة هش، ويعرف بـ «الأرز المقرمش». يستخدم الأرز المقرمش في الفرن لإنتاج حبوب الإفطار من رايس كريسبيز وكذلك الأرز المقرمش المستخدم في شوكلاتة لايون، كرانتش، كراكل وغيرهم من ألواح الشوكلاتة المماثلة. على الرغم من أنه ليس تغييرًا جذريًا عند مقارنته بالفشار، فإن العملية والنتيجة النهائية هي نفسها.

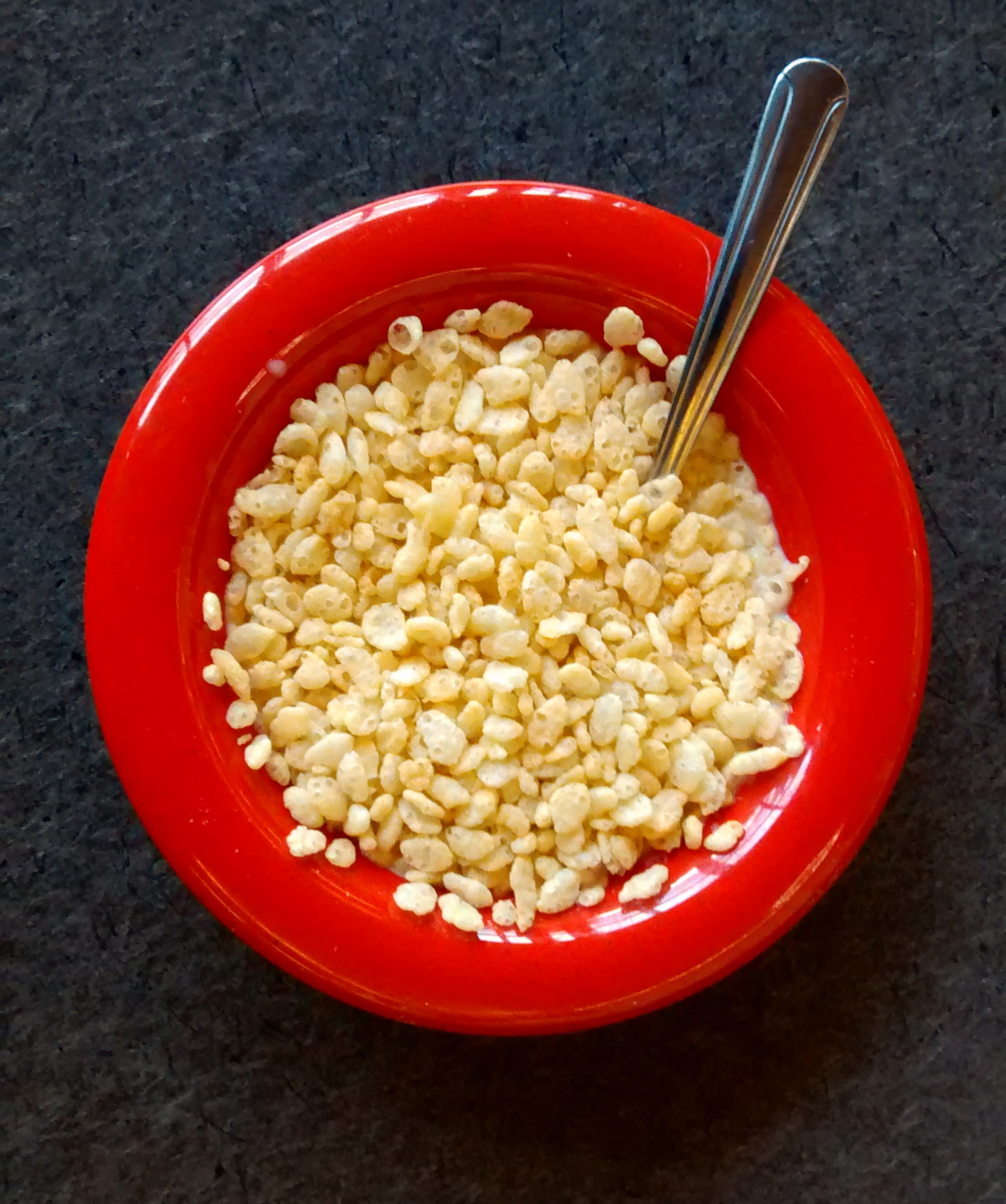
وعاء من رايس كرسبيز

طريقة أخرى لنفخ الأرز هي «النفخ بالمسدس» (Gun puffin)، حيث يتم تكييف الحبوب إلى المستوى الصحيح من الرطوبة والضغط إلى حوالي 200 رطل لكل بوصة مربعة (1,400 كـبا). عندما يتم تحرير الضغط فجأة، فإن الضغط المخزن داخل النواة يؤدي إلى نفثها. تنتج هذه الطريقة أرزًا منفوشًا إسفنجي الملمس.
يمكن أيضًا نفخ الأرز عن طريق صنع عجين أرز وبثق حبيبات صغيرة يتم تسخينها بسرعة. تغلي الرطوبة الموجودة في العجين وتنفث الأرز. طعام الحبوب مثل كاب آند كرانتش يتم بثقها وطهيها وتقطيعها وضغطها ونفخها وتجفيفها في عملية مستمرة.
تُنسب طريقة إنتاج الأرز الصناعي الحديث إلى المخترع الأمريكي ألكسندر ب. أندرسون، الذي تعثر أثناء محاولة النفخ أثناء محاولته التأكد من المحتوى المائي لحبيبة واحدة من النشا، وقدم أول آلة نفخ في المعرض العالمي في سانت لويس بولاية ميزيوري، في عام 1904. أطلق على «بنادقه» الثمانية التي تنفث الحبوب لرواد المعرض لقب «أعجوبة العالم الثامنة» بواسطة ملصق إعلاني. بمجرد اكتشاف أندرسون مبدأ النفخ والتقنية والتكنولوجيا، استحوذت المنافسة على حبوب الإفطار الأمريكية الجاهزة للأكل على اقتصاد باتل كريك بولاية ميشيغان، حيث كان كلوغز وشركة الشوفان كويكر اسمين لا يُنسى ولا يزالان نشيطين من خلال تنافس النفخ على المبكر.
في الولايات المتحدة وأوروبا، يتم تقديم الأرز المنفوش مع الحليب كحبوب الإفطار، مثل العلامة التجارية رايس كرسبيز. تشمل بعض ألواح الشوكولاتة، مثل كرانتش، الأرز المنفوش، ويباع كعك الأرز المنفوش كوجبة خفيفة منخفضة السعرات الحرارية.